# Kia Silverbrook
Kia Silverbrook (nacido en 1958) es un científico y emprendedor australiano. Es uno de los inventores más prolíficos del mundo, quien ha registrado más de 4744 patentes en EE. UU., y a nivel internacional ha obtenido el registro de más de 9874 patentes depositadas en la base de datos internacional de documentación de patentes (INPADOC). Silverbrook ha fundado empresas y desarrollado productos en una amplia gama de categorías, incluyendo gráficos para computadora, producción de video y audio, computación científica, automatización de fábricas, impresión digital, pantallas de cristal líquido (LCD), electrónica molecular, software de internet, gestión de contenido, análisis genético, dispositivos MEMS, tintas de seguridad, células solares fotovoltaicas y papel interactivo.

## Primeros años
Silverbrook nació en 1958 en Australia. En 1977 se incorporó a Fairlight Instruments, desarrolladores del primer sintetizador de muestreo digital polifónico, el Fairlight CMI . Mientras estaba en Fairlight, inventó y desarrolló el Fairlight CVI, una computadora de efectos de video en tiempo real lanzada en 1984. Permaneció como empleado de Fairlight Instruments hasta 1985.
En 1985, Silverbrook fundó Integrated Arts, una empresa de procesamiento paralelo y gráficos por computadora que utiliza la transputadora Inmos. Silverbrook fue CEO de Integrated Arts hasta 1990.
En 1990 se formó una filial de investigación australiana de la empresa japonesa de electrónica Canon, denominada Canon Information Systems Research Australia (CiSRA). Silverbrook fue director ejecutivo de CiSRA desde sus inicios hasta 1994.

## Inventor prolífico
Entre 2008 y 2017, Silverbrook fue considerado el inventor más prolífico del mundo según la cantidad de patentes que le fueron emitidas. El 26 de febrero de 2008 sobrepasó al inventor japonés Shunpei Yamazaki en cantidad de patentes registradas en EE. UU. En 2017, Yamazaki recuperó el liderato, superando a Silverbrook.
Para registrar tantas ideas, Silverbrook fundó una empresa, Priority Matters, cuyo único objetivo era registrar sus patentes.

## Netpage
Silverbrook es fundador y director ejecutivo de Netpage, una empresa basada en tecnología originalmente patentada por Silverbrook Research en 1999. La fue tecnología presentada en la revista Esquire.

## Geneasys
Silverbrook es fundador y presidente de la empresa australiana Geneasys (Genetic Analysis Systems), que desarrolla «KeyLab», una nueva clase de dispositivo de diagnóstico médico que analiza múltiples enfermedades que afectan el ADN, utilizando para ello un simple teléfono inteligente estándar. El objetivo declarado de Geneasys es «equipar a los profesionales médicos, trabajadores de atención primaria, trabajadores humanitarios, veterinarios, personal militar y ciudadanos comunes y corrientes de dispositivos de diagnóstico fáciles de usar, de bajo costo y de alta precisión».

## Silverbrook Research
En 1994, Silverbrook cofundó Silverbrook Research, una empresa australiana de investigación y desarrollo, así como de concesión de patentes de invención. Es presidente y director ejecutivo de Silverbrook Research, que es la empresa desarrolladora de la tecnología de impresora Memjet, la alternativa Hyperlabel a RFID y las tecnologías de visor y lápiz digital. Desde 2001, Silverbrook Research ha aparecido en las listas anuales de las 200 principales empresas globales, según la clasificación de patentes de EE. UU., alcanzando el puesto 28 en 2008.

## Superlattice Solar
En 2011, Silverbrook fundó Superlattice Solar, una empresa de energía solar fotovoltaica de película delgada con un costo instalado por vatio, incluido el equilibrio de los sistemas, lo suficientemente económicas para competir con las plantas en funcionamiento con base en combustibles fósiles o energía nuclear. 

## Memjet
En 2002 Silverbrook cofundó Memjet, una empresa de tecnología de impresoras. Estos prototipos de impresoras se demostraron en el Consumer Electronics Show (CES 2011), y fueron anunciados por empresas como LG, Fuji Xerox, Canon, Toshiba, Lenovo, Océ y Medion. La tecnología Memjet ha ganado varios premios, incluidos «Lo mejor de lo nuevo 2011» de Popular Science y la Medalla de oro de los premios Edison 2012.
En marzo de 2012, la George Kaiser Family Foundation, principal inversor en Memjet, presentó una demanda contra Silverbrook y Silverbrook Research, alegando fraude y buscando hacerse con el control de la cartera de patentes de Memjet, las cuales suman más de 4000 patentes. La respuesta de Silverbrook a la demanda fue descrita como «parte de una negociación comercial dura». En mayo de 2012 se anunció un acuerdo, en virtud del cual Memjet adquirió el control de la tecnología y Silverbrook siguió siendo un asesor especial de Memjet. Como consecuencia, todas las reclamaciones legales fueron retiradas.

## Patentes internacionales
Una búsqueda en la base de datos internacional de documentación de patentes (INPADOC) revela 9874 documentos de patente. La base de datos INPADOC incluye solicitudes de patentes que aún se encuentran en trámite, así como algunas duplicaciones de patentes para diferentes países, por lo que da una sobreestimación del número de invenciones separadas.

## Publicaciones científicas
Silverbrook es coautor de varios artículos en Journal of Chemical Physics, Chemical Physics Letters y Journal of Physical Chemistry B. Estos artículos se enfocan en el área de los nanotubos de carbono y las propiedades electrónicas de los sistemas moleculares.